# Lambrusco Salamino di Santa Croce rosso
Il Lambrusco Salamino di Santa Croce rosso è un vino DOC la cui zona di produzione è  costituita dall'intero territorio amministrativo dei comuni di: Cavezzo, Concordia, Medolla, Mirandola, Novi, San Felice sul Panaro, San Possidonio, e parte del territorio amministrativo dei comuni di Campogalliano, Camposanto, Carpi, Finale Emilia, Modena, Soliera. La zona di produzione è interamente in provincia di Modena.

## Caratteristiche organolettiche
- colore: rosso rubino di varia intensità - spuma vivace, evanescente
- odore: vinoso, intenso con caratteristico profumo fruttato
- sapore: secco o asciutto, abboccato o semisecco, amabile, dolce, di corpo fresco, sapido e armonico

## Abbinamenti consigliati
Tutti i piatti della cucina emiliana (lasagne, tagliatelle, tortellini, mortadella ecc.), stuzzichini e fuori pasto, dessert.

## Produzione
Provincia, stagione, volume in ettolitri
- nessun dato disponibile